# Sławomir Świerzyński
Sławomir Arkadiusz Świerzyński (ur. 15 października 1961 w Gostyninie) – polski piosenkarz, lider i wokalista zespołu Bayer Full (przedstawiciela nurtu disco polo), były członek Polskiego Stronnictwa Ludowego, prezenter telewizyjny.

## Życiorys
Z wykształcenia jest technikiem instrumentów muzycznych. W 1984 założył zespół Bayer Full. W 1996 założył wytwórnię płytową P.P.T. Pod koniec lat 90. prowadził na antenie Polsatu teleturniej Gospodarz, czyli złote asy Polsatu, w którym brali udział przedstawiciele samorządów gminnych.
W 1997 rozpoczął organizowanie corocznej Biesiady Weselnej w Węgrowie oraz zagrał postać Janusza Bukowskiego, gwiazdę disco polo w filmie Roberta Glińskiego Kochaj i rób co chcesz, w którym zostały wykorzystane piosenki zespołu Bayer Full: „Bo to jest moja muzyka” i „Ten pierwszy raz”.
4 lipca 2014 prowadził czwartą edycję Disco Hit Festiwalu w Kobylnicy z okazji inauguracji nowego kanału grupy Polsat – Disco Polo Music.

### Działalność polityczna
W 1995 z zespołem Bayer Full zaangażował się w kampanię wyborczą kandydata na urząd Prezydenta RP Waldemara Pawlaka. Sam z listy PSL bezskutecznie startował do Sejmu w wyborach parlamentarnych w 1997, 2007, 2011 i 2015 oraz do Sejmiku Województwa Mazowieckiego w wyborach samorządowych w 2002, 2006, 2010 i 2014. 28 lutego 2019 zrezygnował z członkostwa w partii, po wejściu PSL w skład Koalicji Europejskiej na wybory do Parlamentu Europejskiego w tym samym roku.

## Wyroki
W 2008 został skazany na zapłatę 14 751 zł na rzecz firmy Hagi Film za naruszenie praw autorskich w ten sposób, że zawarł z firmą Forte Vita umowę na produkcję i powielanie dokumentu o papieżu, mimo że nie posiadał stosownych licencji.
W 2012 wyrok Sądu Apelacyjnego w Łodzi potwierdził fakt naruszenia przez Świerzyńskiego praw autorskich do utworu „Taka piosenka” Karola Płudowskiego.
W lipcu 2020 Sąd Okręgowy w Płocku nieprawomocnie nakazał Świerzyńskiemu zaniechanie naruszeń autorskich praw osobistych Grzegorza Bukały do piosenki „Tawerna »Pod Pijaną Zgrają«”, a także przeproszenie autora, wycofanie utworu z obrotu i zniszczenie nośników, na których został powielony. 30 września 2021 Sąd Apelacyjny w Łodzi utrzymał w mocy zaskarżoną decyzję.

## Życie prywatne
Oprócz występów w zespole zajmuje się prowadzeniem gospodarstwa rolnego w miejscowości Wola Łącka na Mazowszu. Jest również miłośnikiem koni – ma własną stadninę. Żonaty z Renatą, ma dwóch synów (Damiana i Sebastiana) oraz córkę Nikolę. Jego dzieci założyły w 2016 zespół Baby Full, który wykonuje muzykę disco polo. Wcześniej zdarzało się im okazjonalnie występować w chórkach zespołu Bayer Full, którego liderem jest ich ojciec.
W 2018 wyznał, że jako nastolatek na koloniach w Darłówku był molestowany przez rozpoznawalną „osobę publiczną”, co miało mieć wpływ na całe jego życie. Nie wymienił on jednak jej nazwiska. W trakcie wywiadu, zapytany o sprawcę stwierdził, że byli to bliźniacy. Zapytany o to, dlaczego zrównuje pedofilię z homoseksualizmem powiedział, że mężczyźni, którzy wówczas mieli wykorzystywać chłopców, byli homoseksualistami.

## Odznaczenia
- Złoty Krzyż Zasługi przyznany przez Andrzeja Dudę za zasługi w działalności artystycznej i charytatywnej (2025)[12]